# La herencia del tío Pepe
La herencia del tío Pepe es una película argentina cómica de 1998 escrita y dirigida por Hugo Sofovich y protagonizada por Rodolfo Ranni, Miguel del Sel, Marcelo Mazzarello y Ana Acosta. La coreografía estuvo a cargo de Héctor Estévez. Se estrenó el 5 de febrero de 1998.

## Sinopsis
Un grupo de amigos buscan estafar a un grupo de sobrinos y familiares de un hombre supuestamente rico llamado Pepe, haciéndose pasar por abogados del testador.

## Reparto
- Rodolfo Ranni …Cacho
- Miguel del Sel …Tito
- Marcelo Mazzarello
- Ana Acosta …Lilí
- El Negro Álvarez
- Gisella Barreto
- María Fernanda Callejón …Tamara
- Beto César…Pancho
- Alfonso De Grazia
- Florencia de la V…Geraldina / Juan
- Danilo Devizia
- Ismael Echeverría
- Fabián Gianola…José
- Roberto Mosca
- Carlos Sánchez
- Juan Carlos "El Flaco" García... Mecánico
- César Bertrand …Taxista
- Susana Cortínez
- El Pato Galván
- Edgardo Oviedo
- Agustín Franklin … Dúo "Los Cumpas"
- Oscar Emilio Henríquez …Dúo "Los Cumpas"
- Guillermo Catalano …Hombre del cabaré 1
- Alfonso Pícaro
- Bendita Berlin
- Armando Capó
- Augusto Larreta ... Bodeguero mendocino
- Benchita Berlín
- Sabrina Olmedo
- Gladys Florimonte
- Walter Longo
- Silvia Geijo
- Daniel Carusso
- Daniel Niborsky
- Daniel Viola
- Lucila Zulueta
- Héctor Canosa

## Comentarios
Alan Pauls en Página 12 escribió:

«…enseña una lección de primitivismo.»

Guillermo Ravaschino en Cineismo escribió:

«.» …es por lejos su peor película…todo está matizado por el desfile de las "potras maravillosas" anunciadas en los afiches…. Ellas y otras comparten el rasgo más perverso de La herencia del tío Pepe: todas están prestas para fornicar a cambio de unos cuantos pesos, como si su condición de mujeres bellas las convirtiera en prostitutas. También son las depositarias de la mayor parte de las puteadas que el film derrama con generosidad. La imbecilidad, en cambio, se extiende como una mancha de aceite sobre todos los personajes en cuestión, al lado de unas defecciones técnicas y artísticas –cortes a destiempo, furcios al por mayor– que se potencian las unas a las otras. Del erotismo, en tanto, apenas se ha filtrado una caricatura vil: mucha música saltarina, como en las películas porno, alguna que otra teta al aire y extenuantes bocadillos con doble sentido, que reviven las peores épocas de la televisión pacata.

La Nación opinó:

«…indudable pericia y acabado conocimiento de esta especie de revista filmada….por momentos acierta en la descripción de sus personajes y otras se apoya en su receta habitual donde los chistes directos, las palabras gruesas o los desnudos femeninos se adueñan de cada una de las situaciones. El film tiene como válido intento la posibilidad de que el cine argentino vuelva a la comedia más disparatada, aunque Sofovich debería bajar los decibeles en esa pasión por recurrir a lo extremo, con el ánimo de congregar multitudes.»

Rafael Granados en Clarín dijo:

«…armado precario, casi deshilvanado con remate tipo “sketches”.»

Manrupe y Portela escriben:

«Un negocio que no resultó ser en las salas, pero que en realidad, cumplió con su objetivo de lanzar su programa de TV de Canal 13 Rompeportones integrado por la mayoría del cast del film.»